# Politické hnutí
Politické hnutí je sociální hnutí v oblasti politiky. Politické hnutí může být organizované okolo jediné záležitosti anebo sady záležitostí, anebo kolem sady sdílených znepokojujících záležitostí sociální skupiny. Na rozdíl od politické strany není politické hnutí ve většině anglicky mluvících zemí organizováno za účelem zvolení členů hnutí do vládních úřadů; místo toho má za cíl přesvědčit občany anebo vládní úředníky, aby něco udělali ohledně problémů a záležitostí, na které je hnutí zaměřeno.[zdroj?]
V Česku upravuje fungování politických hnutí zákon č. 424/1991 Sb. o sdružování v politických stranách a v politických hnutích, který staví politická hnutí na roveň s politickými stranami, jejich postavení je naprosto stejné. V letech 1990 až 1991 však bylo jejich postavení v Československu mírně odlišné.
Politická hnutí jsou vyjádřením zápasu sociální skupiny za politický prostor a výhody. Politická hnutí jsou představována, chcete-li uváděna nestátními skupinami, které jsou vedeny jejich elitami. Ve skutečnosti je proces konstrukce politických identit a jejich posilování také součástí politických hnutí.[zdroj?]
Politické hnutí může být místní, regionální, národní anebo mezinárodní svým zaměřením. Některá hnutí se snažila o změnu vládní politiky, jako třeba mírová hnutí, ekologická hnutí, a antiglobalizační hnutí. Mnohá se snažila vytvořit anebo rozšířit práva potlačovaných skupin, jako třeba abolicionismus, hnutí sufražetek, hnutí za občanská práva, feminismus, hnutí za práva mužů, hnutí za práva homosexuálů, hnutí za práva tělesně postižených, anebo hnutí za základní lidská práva. Některá hnutí reprezentovala třídní zájmy, jako např. dělnická odborová hnutí, socialismus a komunismus, jiná vyjadřovala národní aspirace, jako např. protikolonialistická hnutí, Ratana, sionismus a Sinn Féin. Politická hnutí také mohou zahrnovat zápas o decentralizaci nebo centralizaci státní kontroly, jako např. anarchismus, fašismus a nacismus.[zdroj?]
Někteří aktivisté a učenci tvrdí, že spolu s globalizací se vynořuje nový typ politického hnutí, které není pouze mezinárodní nebo zaměřené na jednotlivý problém, ale je charakterizováno globálním přístupem. Toto bylo nazváno termínem globální občanské hnutí a dále pokračuje debata o tom, jestli toto bylo prokázáno anebo jestli je to dosud jen jeho latentní potenciál.[zdroj?]

## Identifikace stoupenců
Pro většinu z příznivců je příznačné, že ani zasvěcení členové vedení hnutí, ani ti, kteří k hnutí nepatří, nepoužívají důsledné názvy nebo popisná sousloví. Pokud zde není jediný vůdce (předseda), který by tak učinil, anebo chybí formální systém členské shody, aktivisté budou typicky používat různá označení a popisy, které vyžadují rozpoznat, kdy se odkazují na tytéž anebo podobné myšlenky, vyhlašují podobné cíle, přijímají podobné programy anebo používají podobné metody. Mohou existovat velké rozdíly v tom, jak rozeznat, kdo je a kdo není příslušníkem spřízněné skupiny:[zdroj?]
- Stoupenci (Insiders): Často přeceňují úroveň podpory tím, že považují za stoupence i ty, jejichž úroveň aktivity anebo podpory je slabá, ale také zamítají ty, které nečlenové mohou za stoupence považovat, např. protože jejich věc diskreditují, anebo jsou dokonce považováni za protivníky.[zdroj?]
- Nečlenové (Outsiders): Tito "nestoupenci" mají tendenci buď podceňovat, anebo přeceňovat úroveň podpory anebo aktivity prvků hnutí tím, že zahrnují anebo vyčleňují ty, které stoupenci naopak vyčleňují anebo začleňují.[zdroj?]

Často jsou to nečlenové spíše než členové, kdo aplikuje trefné označení pro hnutí, které členové pak mohou přijmout anebo nepřijmout, a nakonec ji sami používají pro svou identifikaci. Například nálepka pro politické hnutí tzv. rovnostářů (levellerů) v Anglii 17. století na ně bylo použito jejich protivníky jako hanlivý výraz. Přesto obdivovatelé tohoto hnutí a jeho cílů později tento termín začali používat a stal se výrazem, pod kterým vešli do historie.[zdroj?]
Při jakékoliv diskusi poněkud nejasného pojmu hnutí je třeba dávat pozor na to, abychom dokázali rozlišit mezi názory stoupenců a nečlenů, podporovatelů a protivníků, z nichž každý může mít svůj vlastní účel a agendu v jeho charakterizaci.[zdroj?]